# Institut des sciences de l'ingénieur de Toulon et du Var
L'institut des sciences de l'ingénieur de Toulon et du Var souvent abrégé en ISITV, était une école publique d'ingénieurs française interne à l'université de Toulon, créée en 1991, maintenant devenue SeaTech. Elle est située sur le campus de La Garde de l'université de Toulon et du Var. L'ISITV délivrait des titres habilités par la Commission des titres d'ingénieur (CTI).

## Les spécialités
En plus des matières de tronc commun (communication, langues, gestion de projet), les élèves s'orientent sur concours vers l'une des trois spécialités (marine, matériaux et télécommunication) que propose l'école :

### Ingénierie mathématiques
L'ingénierie mathématique vise à la formation au développement, l'étude et la programmation informatique de méthodes de résolutions numériques de problèmes mathématiques : équations différentielles, optimisation, méthodes de Monte-Carlo.
Possibilité de double-diplômes avec Cranfield University

### Ingénierie marine
L'ingénierie marine forme dans des domaines tels que la mécanique des fluides, l'hydrodynamique, l'océanographie physique, la mécanique des sols, la résistance des matériaux, la corrosion, la robotique sous-marine, l'offshore, l'acoustique et l'optique sous-marines ; les personnes sortant de cette option s'orientent souvent vers les activités offshore (prospection pétrolière).
Possibilité de double-diplômes avec Cranfield University (Master of Science Offshore and Ocean Technology) et avec l'Escola Politécnica da Universidade de São Paulo.

### Ingénierie des matériaux
L'ingénierie des matériaux forme dans des domaines tels que le comportement des matériaux, la physico-chimie, corrosion, la recherche et développement, la résistance des matériaux ;
Possibilité de double-diplômes avec Cranfield University (Master of Science Advanced Materials ou Master of Science Microsystems & Nanotechnology) et avec l'Escola Politécnica da Universidade de São Paulo.
De plus, depuis 2002, une formation par Alternance en Ingénierie des matériaux est proposée.
Trois options sont accessibles lors de la formation par alternance : aéronautique, nucléaire et plasturgie.

### Ingénierie des télécommunications
L'ingénierie des télécommunications forme dans des domaines tels que l'informatique, les réseaux, l'acquisition et la transmission de données, la télédétection, la reconnaissance des formes, des radars, des sonars). Les ingénieurs en télécommunications s'orientent vers l'ingénierie système et les entreprises de télécommunications.

## Double-diplômes et relations internationales
En troisième année, la possibilité est offerte aux étudiants d'être déchargés d'une partie de leur cursus Ingénieur pour suivre en vue d'un double diplôme et d'une orientation recherche, un Master 2. Sur Toulon, les Masters Mathématiques (Physique Mathématique, Signal, ou Appliquées) sont accessibles, ainsi que le Master Mer, environnement et systèmes. D'autres Masters sont envisageables sur Marseille, et sur Nice (Mécanique Numérique, Master de l'École des Mines de Paris).
Des programmes de double-diplôme sont mis en place avec l'université de Cranfield et avec l'Escola Politécnica da Universidade de São Paulo depuis 2009. Il est aussi possible de passer un semestre à l'École polytechnique de Turin. 

## Évolution de l'école
L'école a fusionné avec Supméca Toulon en janvier 2014, pour former une nouvelle école d'ingénieur du nom de SeaTech.
Elle a le statut d'école attachée à l'université du sud Toulon Var et son recrutement se fait essentiellement par les Concours communs polytechniques.
Un nouveau bâtiment a été construit afin d'agrandir l'actuel campus de l'ISITV sur le site de La Garde (Var), La Valette-du-Var.

## Associations et clubs
- Bureau des Élèves de l'ISITV
- Bureau Multi-Activité (connu sous le nom d'ISIBOULE)
- ISITV Sailing Team vainqueur des éditions 2003, 2009, 2010, 2012 et 2013 de la Spi Dauphine
- Junior ELIPSE
- Ingénieurs sans frontières Toulon
- Bureau des Arts
- Bureau des Sports
- Isithéâtre (club de théâtre)
- Idance (club de dance)
- 4L Trophy
- Association des anciens élèves ingénieurs de l'ISITV